# Gmina Skała
Gmina Skała je vesnicko-městská gmina v okrese Krakov v Malopolském vojvodství v jižním Polsku. Nachází se na vysočině Wyżyna Olkuska patřící do pohoří Wyżyna Krakowsko-Częstochowska (Krakovsko-čenstochovská jura). Správním střediskem gminy je město Skała.

## Historie
Nejstarší lidské osídlení potvrzují archeologické nálezy neandertálského člověka, např. v jeskyni Jaskinia Ciemna a jejím okolí.
Zakládací listina města Skała byla vydána 10. listopadu 1267 Boleslavem Stydlivým a město založila řeholnice Salomena Polská.
Významným historickým hradem gminy je Ojców.
Během Kościuszkova povstání v roce 1794, po bitvě u Racławic byl zde zřízen vojenský tábor a 18. května 1794 došlo k bitvě s pruskými vojsky, která obsadila tábor a město.
Během Lednového povstání zde působili povstalci a v Ojcówě byl zřízen povstalecký tábor. Ve dnech 4. až 5. března 1863 se na hřbitově ve Skałe odehrála vítězná bitva povstalců s ruskými vojáky.
Později, po potlačení Lednovém povstání, v roce 1869 ztratila Skała svá městská práva, která byla obnovena až v roce 1987.
V letech 1975–1998 patřila gmina do dnes již zaniklého Krakovského vojvodství (Województwo krakowskie).

## Sídla
| Sídlo            | Plocha [km2] | Populace |
| ---------------- | ------------ | -------- |
| Barbarka         | 1,92         | 206      |
| Cianowice        | 7,85         | 1146     |
| Gołyszyn         | 4,62         | 266      |
| Minoga           | 7,95         | 381      |
| Maszyce          | 2,34         | 318      |
| Nowa Wieś        | 2,84         | 284      |
| Niebyła          | 1,33         | 239      |
| Ojców            | 9,63         | 233      |
| Poręba Laskowska | 0,98         | 146      |
| Przybysławice    | 2,53         | 266      |
| Rzeplin          | 4,49         | 446      |
| Sobiesęki        | 4,26         | 379      |
| Smardzowice      | 4,25         | 516      |
| Szczodrkowice    | 4,20         | 555      |
| Skała            | 11,46        | 3649     |
| Stoki            | 1,27         | 97       |
| Zamłynie         | 2,38         | 127      |
| Celkem:          | 74,30        | 9357     |

## Geologie a příroda
Přírodní bohatství gminy je dáno Ojcowským národním parkem na východě a krajinným parkem Dłubniański Park Krajobrazowy na západě. Oblast je na vápencovém podkladu sedimentů pravěkého moře s četnými krasovými jevy především v údolí Prądnika. Občasně se zde vyskytují také spraše, jíly, písek, pískovec a štěrk. Z četných skalních útvarů je asi nejznámější Krakovská brána, Rękawica a Pochylec.

## Vodstvo
Vodstvo gminy náleží řekám Prądnik a Dłubnia z povodí veletoku nejdelší polské řeky Visla a úmoří Baltského moře.

## Galerie

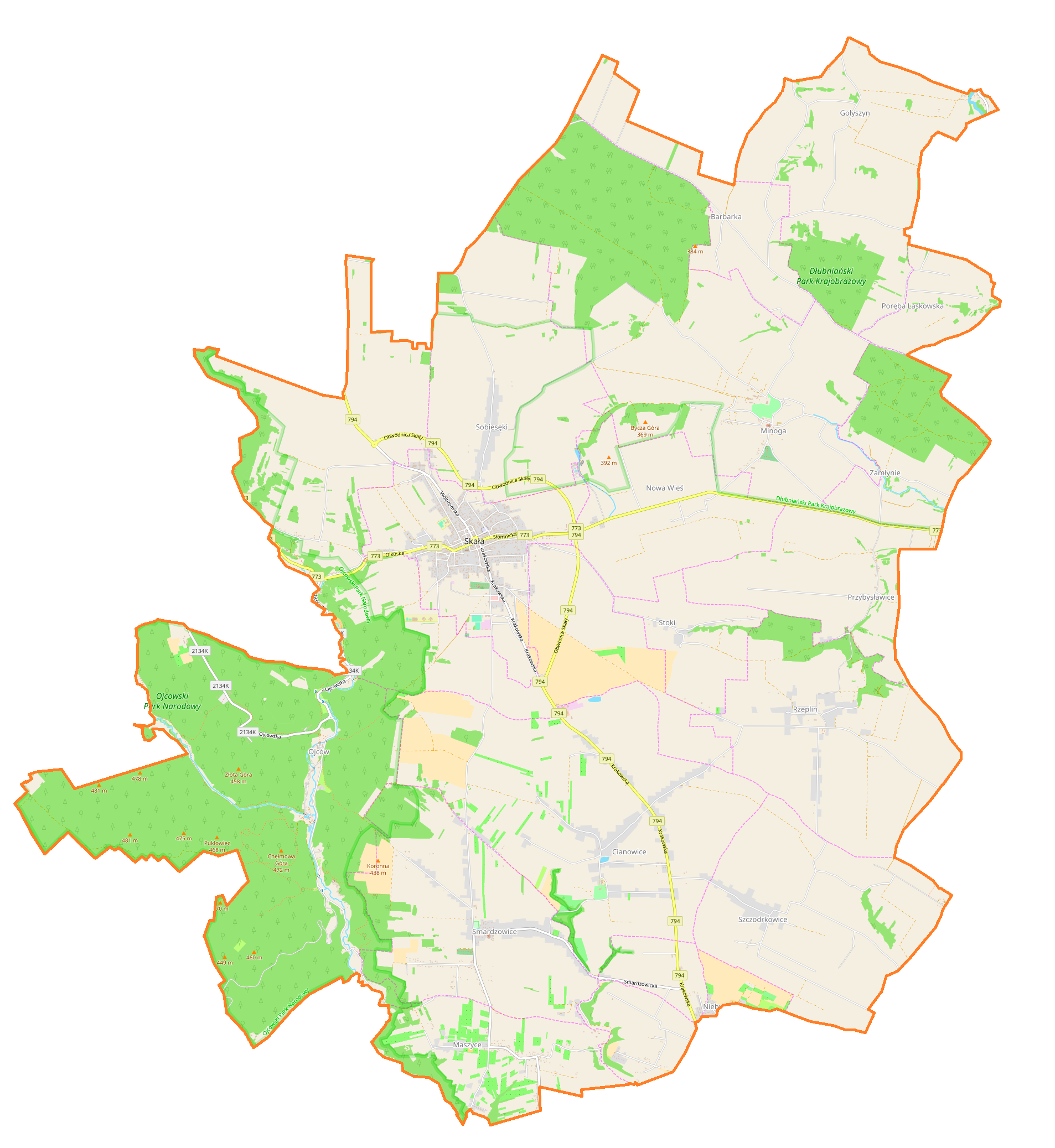
Mapa gminy
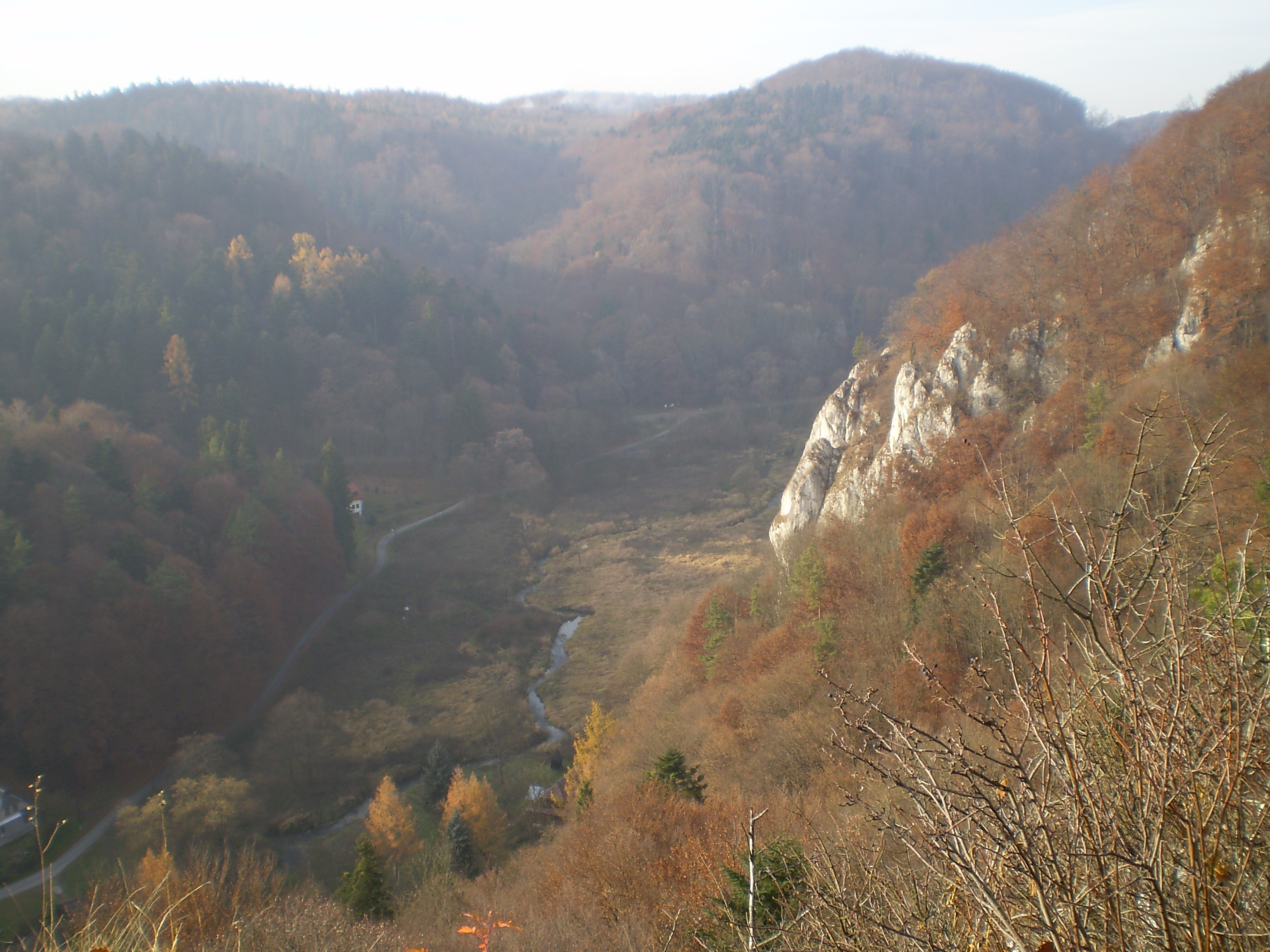
Dolina Prądnika
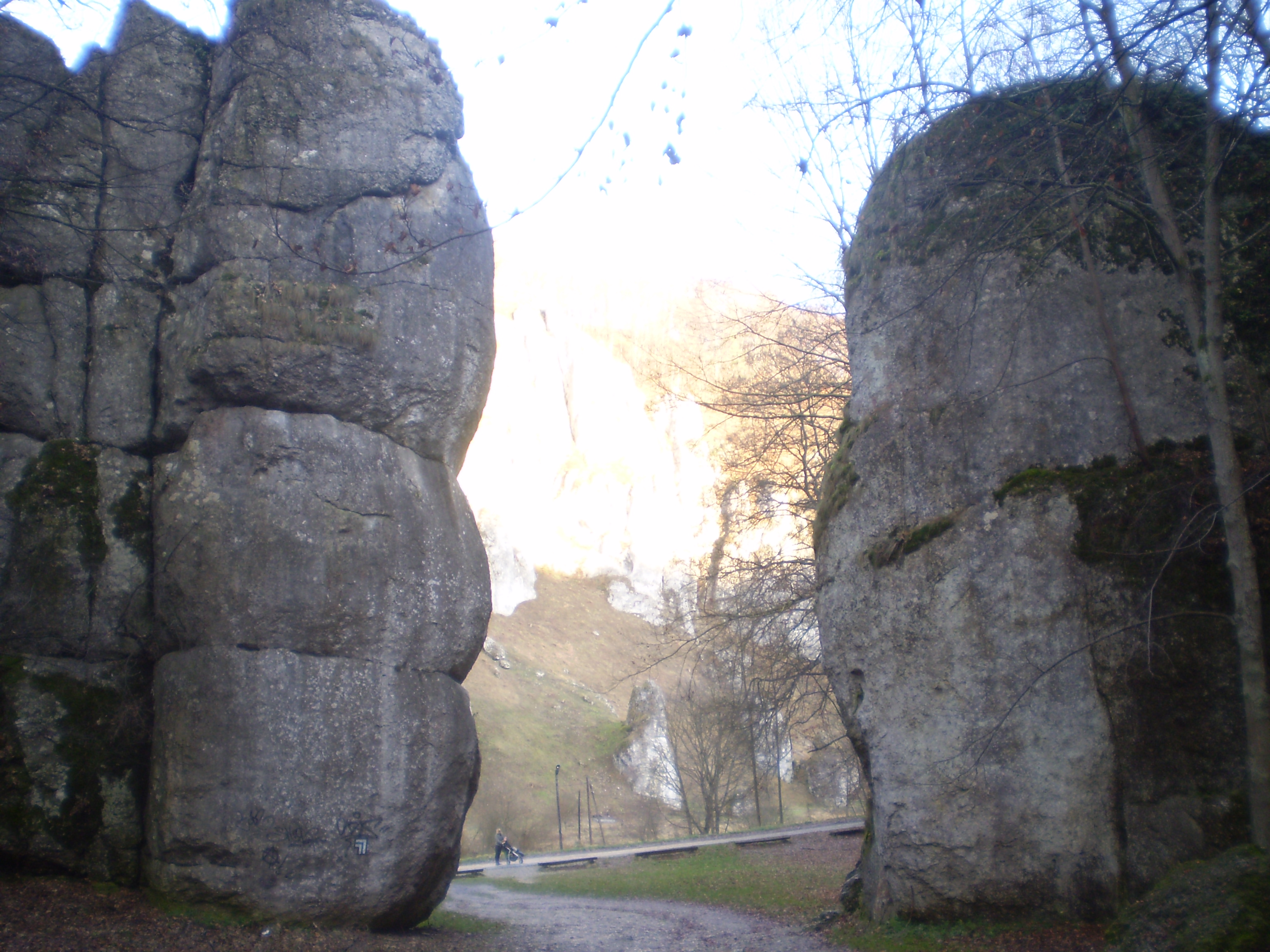
Brama Krakowska
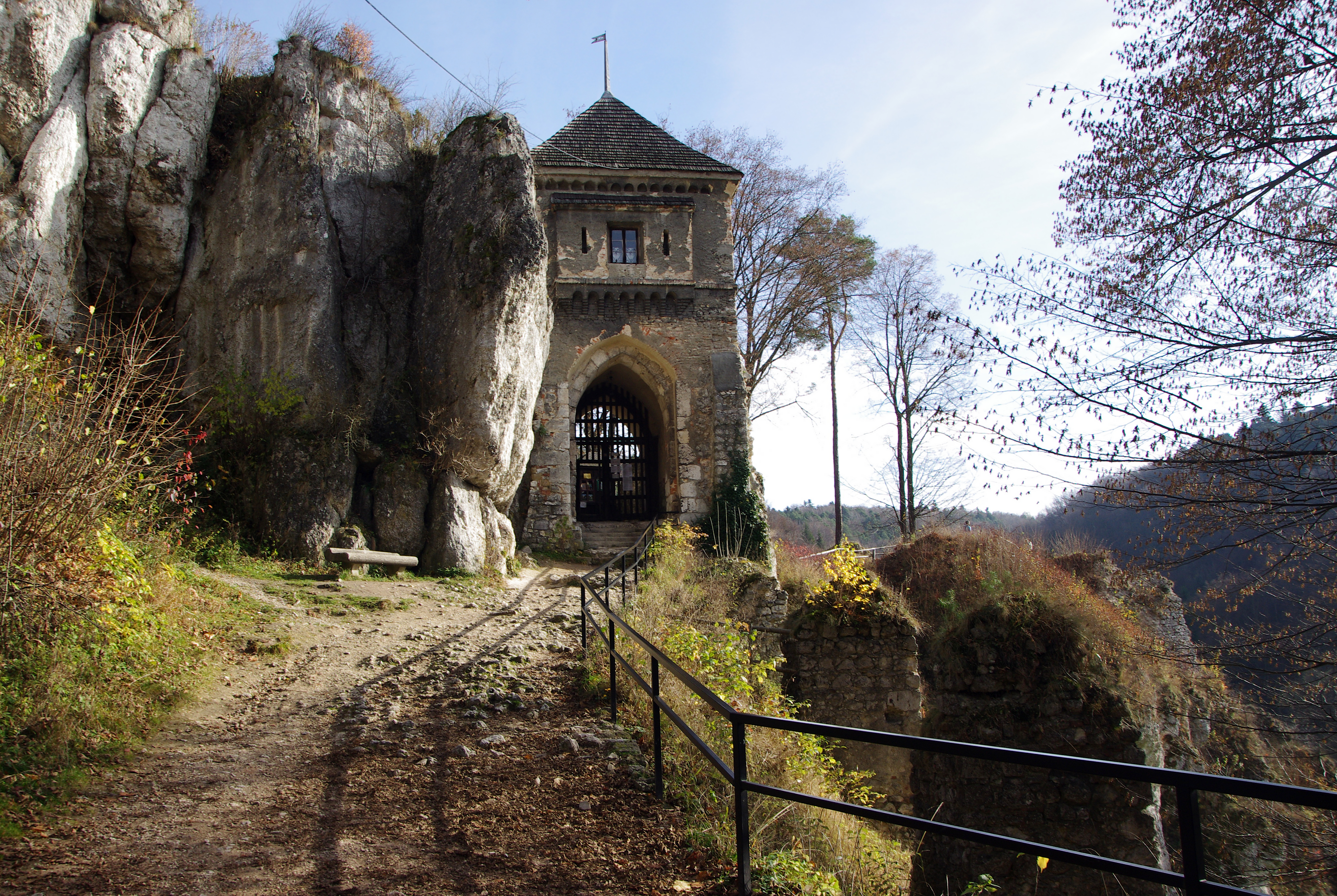
Hrad Ojców
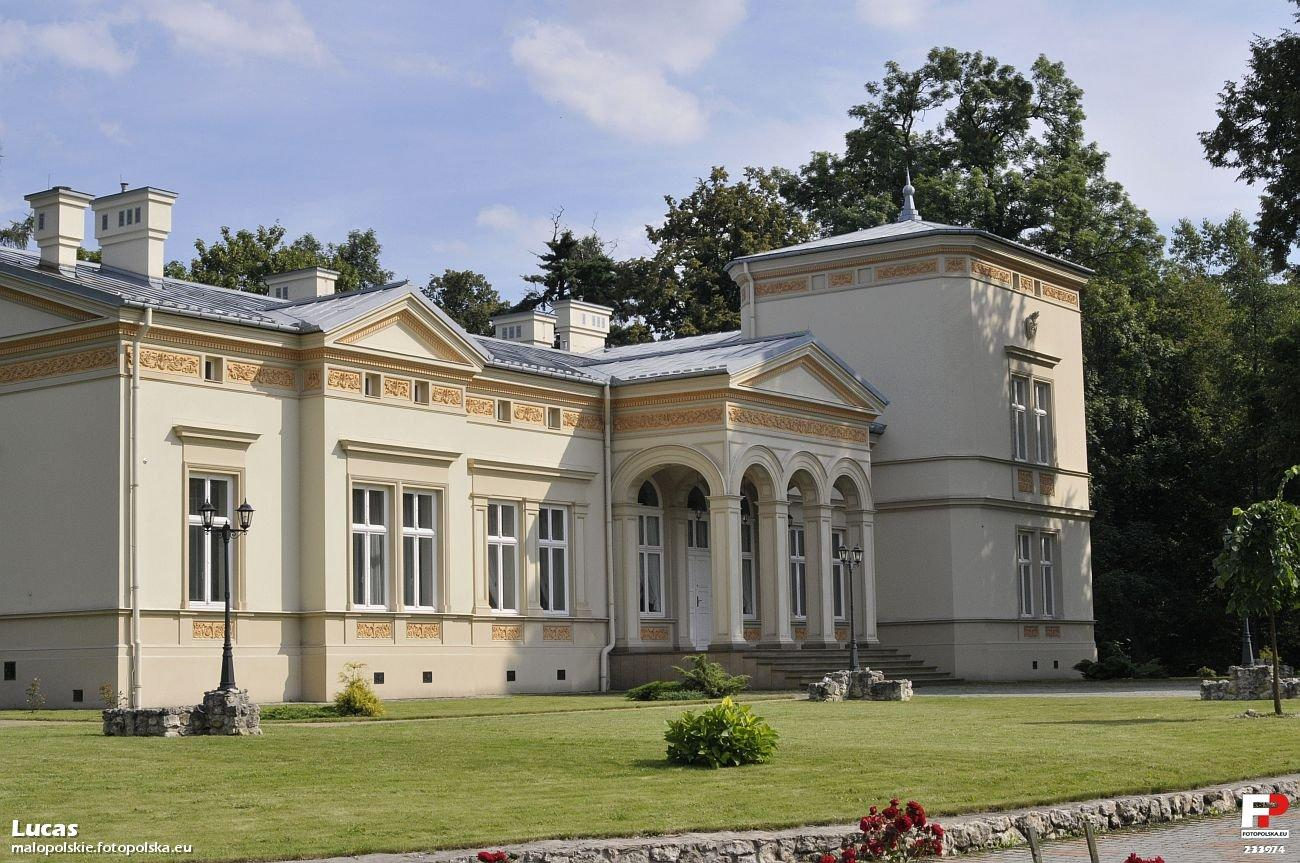
Palác Minoga
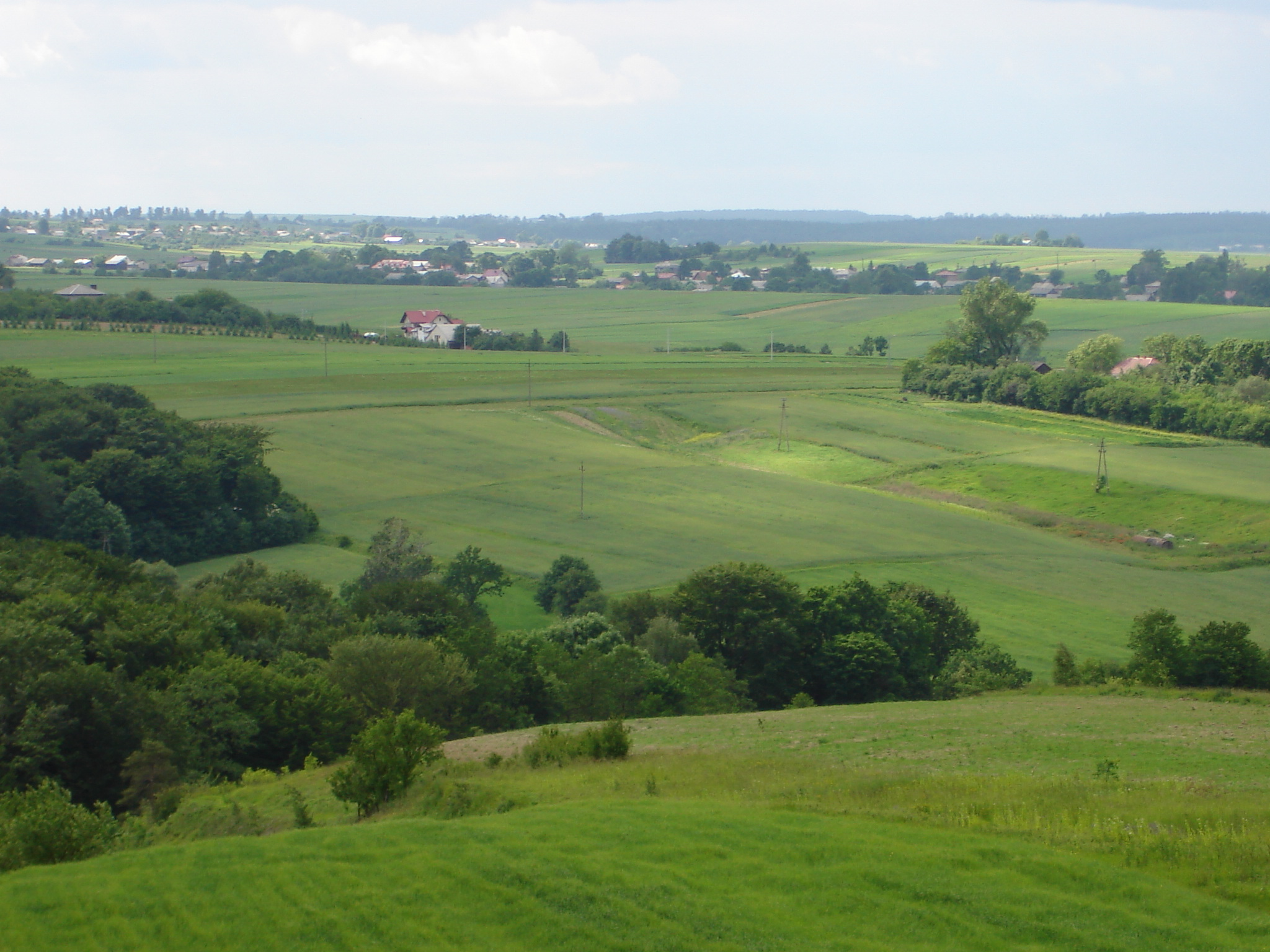